# Natt öfver Upsala
Natt öfver Upsala är en diktsamling från 2015 av den svenske författaren Mohamed Omar. Den består av fyra prosadikter med självbiografiska inslag från författarens uppväxt i Uppsala, samt alternativhistoriska skildringar av idé- och kulturhistoria. Omar angav H.P. Lovecraft som en stor inspirationskälla till dikternas stämning. Omslaget gjordes av fantasy-illustratören Peter Bergting.

## Mottagande
Kristoffer Leandoer beskrev boken i Svenska Dagbladet:
Gammalstavning med lätt doft av punsch och studentlif; ett hopklamrat häfte med ett omslag som kunde tillhöra en samtida steampunk-roman, en nyutgåva av H.P. Lovecraft eller kanske en deckare från början av 1900-talet när genren var ung. ... Men om man struntar i etiketter och paketering är Natt öfver Upsala uppfinningsrik och berörande läsning. Omar har även tidigare letat samband, sökt en svensk islamkunnig kultur – Aguéli, Ekelöf, Kurt Almqvist och andra – och nu skriver han in sin egen biografi i det stora sammanhanget – pojken som hoppat av skolan, har ett stort anarkist-A målat på skinnrocken och försöker få ihop sin egen familjehistorias Afrika och Iran med akademikernas och drömmarnas Uppsala. ... Omar har en ovanlig historia att berätta om integration i den svenska kulturen, en erfarenhet som borde vara extra angelägen att ta del av just idag.
Sofie Niemi skrev i Tidningen Kulturen:
Mohamed Omar gör faktiskt ett fint jobb med att damma av gamla legender och historier och resolut placera dem i nutidens kontext. Han blandar högt och lågt, vardag och fiktion, religion och litteratur om vartannat. Resultatet är klart läsvärt – konkret och utan krusiduller. ... Efter den långdragna debatten kring Omars politiska och religiösa sidbyten känns det tryggt att veta att Omar är tillbaka som diktare – världen är betydligt tryggare med Omar som småpretentiös poet än som politisk aktör.